# 螳螂号
主带小行星及近地天体成像和光谱探测之旅(Main-belt Asteroid and NEO Tour with Imaging and Spectroscopy)，英文缩写螳螂号(MANTIS)是一项太空探索任务概念，它将飞越14颗涵盖各种类型和质量的小行星，并获得遥感和实地测量数据。这次任务将探索多样化的小行星，以了解太阳系过去的历史、目前的进程和潜在风险危害。该提案于2019年提交美国宇航局发现计划，以争取获得项目资金和进一步的开发。

## 概述
螳螂号任务最早曾在2015年提交美国宇航局发现计划，原计划飞越9颗小行星，但在当时评选中未被选中。2019年，这一概念在被重新制定并再次提出，螳螂号任务将飞越近地和主带小行星，观察、探测这些天体并返回数据，以便为过去、现在和未来任务的提供映证、补充。
该探测器将探访14颗小行星，并将重点放在8颗已知不同光谱类别的碰撞族小天体和小行星带的不同部分，其中最大的是85公里长的小行星-贞女星。目前的任务概念由来自约翰·霍普金斯大学应用物理实验室、美国宇航局戈达德太空飞行中心和科罗拉多大学的科学家团队所制定。

## 建议的设备
拟议搭载的科学探测设备主要为四台仪器: 
- 类似新视野号探测器上的窄角相机，也曾计划安装在雙小行星改道測試和露西号；
- 类似火星侦察轨道器上“火星专用小型侦察影像频谱仪”(CRISM)的近红外成像光谱仪；
- 一台质谱仪，用于分析巡航中遇到的小行星和行星际尘埃脱落的微粒样本；
- 一台测量热辐射的中红外线相机，由英国合作者制造。